# مينغو جانكشن (أوهايو)
مينغو جانكشن (بالإنجليزية: Mingo Junction, Ohio)‏ هي بلدة تقع في الولايات المتحدة في مقاطعة جفرسون. يقدر عدد سكانها بـ 3,454 نسمة ومساحتها 7.41 كم2 وترتفع عن سطح البحر 243 متر.

## التركيبة السكانية
قام مكتب تعداد الولايات المتحدة بتحديد بيانات التركيبة السكانية لمينغو جانكشن في تعداد الولايات المتحدة. في ما يلي، التركيبة السكانية حسب تعدادي 2000 و2010.

### تعداد عام 2000
بلغ عدد سكان مينغو جانكشن 3,631 نسمة بحسب تعداد عام 2000، وبلغ عدد الأسر 1,542 أسرة وعدد العائلات 1,062 عائلة مقيمة في القرية. في حين سجلت الكثافة السكانية 1,430.7 نسمة لكل ميل مربع (552.4/كم2). وبلغ عدد الوحدات السكنية 1,691 وحدة بمتوسط كثافة قدره 666.3 نسمة لكل ميل مربع (257.3/كم2).
وتوزع التركيب العرقي للقرية بنسبة 95.35% من البيض و 0.17% من الأمريكيين الأصليين و 0.03% من الأمريكيين ذوي الأصول الآسيوية و 0.11% من سكان جزر المحيط الهادئ و 3.00% من الأمريكيين الأفارقة و 0.96% من عرقين مختلطين أو أكثر.
بلغ عدد الأسر 1,542 أسرة كانت نسبة 25.6% منها لديها أطفال تحت سن الثامنة عشر تعيش معهم، وبلغت نسبة الأزواج القاطنين مع بعضهم البعض 51.8% من أصل المجموع الكلي للأسر، ونسبة 12.9% من الأسر كان لديها معيلات من الإناث دون وجود شريك، وكانت نسبة 31.1% من غير العائلات. تألفت نسبة 27.6% من أصل جميع الأسر من أفراد ونسبة 15.0% كانوا يعيش معهم شخص وحيد يبلغ من العمر 65 عاماً فما فوق. وبلغ متوسط حجم الأسرة المعيشية 2.84، أما متوسط حجم العائلات فبلغ 2.35.
بلغ العمر الوسطي للسكان 43 عاماً. وكانت نسبة 21.1% من القاطنين تحت سن الثامنة عشر، وكانت نسبة 6.5% بين الثامنة عشر والأربعة وعشرون عاماً، ونسبة 25.6% كانت واقعةً في الفئة العمرية ما بين الخامسة والعشرون حتى والأربعة وأربعون عاماً، ونسبة 26.8% كانت ما بين الخامسة والأربعون حتى الرابعة والستون، ونسبة 20.0% كانت ضمن فئة الخامسة والستون عاماً فما فوق. يوجد لكل 100 أنثى 87.7 ذكر، ويوجد لكل 100 أنثى في الثامنة عشر من عمرها فما فوق 84.8 ذكر.
بلغ متوسط دخل الأسرة في القرية 30,196 دولار، أما متوسط دخل العائلة فبلغ 40,326 دولار. وكان متوسط دخل الذكور 37,969 دولار مقابل 20,809 دولار للإناث. وسجل دخل الفرد الخاص بالقرية 16,062 دولار. وكانت نسبة 10.8% من العائلات ونسبة 12.8% من السكان تحت خط الفقر، وكان من هؤلاء نسبة 19.0% تحت سن الثامنة عشر ونسبة 8.1% في الخامسة والستين من العمر وما فوق.

### تعداد عام 2010
بلغ عدد سكان مينغو جانكشن 3,454 نسمة بحسب تعداد عام 2010، وبلغ عدد الأسر 1,488 أسرة وعدد العائلات 948 عائلة مقيمة في القرية. في حين سجلت الكثافة السكانية 1,284.0 نسمة لكل ميل مربع (495.8/كم2). وبلغ عدد الوحدات السكنية 1,675 وحدة بمتوسط كثافة قدره 622.7 لكل ميل مربع (240.4/كم2).
وتوزع التركيب العرقي للقرية بنسبة 94.5% من البيض و 0.3% من الأمريكيين الأصليين و 0.1% من الأمريكيين ذوي الأصول الآسيوية و 3.6% من الأمريكيين الأفارقة و 1.4% من عرقين مختلطين أو أكثر.
بلغ عدد الأسر 1,488 أسرة كانت نسبة 26.7% منها لديها أطفال تحت سن الثامنة عشر تعيش معهم، وبلغت نسبة الأزواج القاطنين مع بعضهم البعض 44.0% من أصل المجموع الكلي للأسر، ونسبة 14.3% من الأسر كان لديها معيلات من الإناث دون وجود شريك، بينما كانت نسبة 5.4% من الأسر لديها معيلون من الذكور دون وجود شريكة وكانت نسبة 36.3% من غير العائلات. تألفت نسبة 31.6% من أصل جميع الأسر من أفراد ونسبة 16.1% كانوا يعيش معهم شخص وحيد يبلغ من العمر 65 عاماً فما فوق. وبلغ متوسط حجم الأسرة المعيشية 2.89، أما متوسط حجم العائلات فبلغ 2.32.
بلغ العمر الوسطي للسكان 44.2 عاماً. وكانت نسبة 21.1% من القاطنين تحت سن الثامنة عشر، وكانت نسبة 8.6% بين الثامنة عشر والأربعة وعشرون عاماً، ونسبة 21.4% كانت واقعةً في الفئة العمرية ما بين الخامسة والعشرون حتى والأربعة وأربعون عاماً، ونسبة 29% كانت ما بين الخامسة والأربعون حتى الرابعة والستون، ونسبة 19.9% كانت ضمن فئة الخامسة والستون عاماً فما فوق. وتوزع التركيب الجنسي للسكان بنسبة 47.5% ذكور و52.5% إناث.